# رجائي بصيلة
رجائي ياسين بُصيلة (وُلد في عام 1929 في القدس – تُوفي في 6 ديسمبر 2020 في إنديانابوليس) أكاديمي وشاعر وكاتب فلسطيني لاجئ، صار كفيفًا وعمره عامان بعدما أُصيب بالتهاب في عينيه.

## حياته وتحصيله العلمي
وُلد رجائي ياسين بصيلة في مدينة القدس عام 1929، وحسب مصادر أخرى عام 1928. صار كفيفًا وعمره عامان بعدما أُصيب بالتهاب في عينيه. تلقى تعليمه الابتدائي في المدرسة العلائية للمكفوفين في مدينة الخليل والتي كان يترأسها صبحي الدجاني في ذلك الوقت، والثانوي في المدرسة العامرية الثانوية في يافا حيث حصل على شهادة المترك. هاجرت عائلته من مدينة اللد إلى مدينة نابلس نتيجة حرب النكبة عام 1948 حيث استولت الميليشيات الصهيونية على المدينة في 11 يوليو 1948.
درس اللغة الإنجليزية وآدابها في جامعة فؤاد الأول (جامعة القاهرة اليوم) وحصل منها على درجة البكالوريوس عام 1953، ودرجة الماجستير في التعليم الخاص من كلية هنتر [الإنجليزية]. كما حصل على درجة الدكتوراه أيضًا في الأدب الإنجليزي من جامعة نيويورك.

## عمله
التحق بأسرته في مدينة رام الله، ودرّس في المدرسة العلائية للمكفوفين التي كانت قد انتقلت إلى مدينة البيرة، كما عمل في الكويت مدرسًا وأسس فيها مدرسة للمكفوفين.
عمل مدرسًا في جامعة إنديانا كوكومو [الإنجليزية] الأمريكية لمدة 30 سنة حتى تقاعده عام 1994، وأستاذًا زائرًا لدى جامعة بيرزيت الفلسطينية وجامعة محمد الخامس المغربية.

## مؤلفاته
أصدر بُصيلة عدة مؤلفات نُشر بعضها وهي:
- كتاب «سقوط اللد» باللغة الإنجليزية «The Fall of Lydda».[9]
- كتاب في «أرض ميلادي - صبيانية فلسطينية» باللغة الإنجليزية «In the Land of My Birth: A Palestinian Boyhood».[6][10] (ردمك 9780887280009)
- كتاب بعنوان «Poems of a Palestinian Boyhood». (ردمك 9781916012134)
- ديوان شعري بعنوان «الامتحان الكبير» باللغة الإنجليزية «The owdeul».
- ديوان شعري بعنوان «ونحن بشر أيضًا» باللغة الإنجليزية «We are human too».

نشر مئات المقالات الأدبية والنقدية في المجلات الأدبية الأمريكية.
نال جائزة «كتاب فلسطين» لسنة 2018 التي تمنحها منظمة ميدل إيست مونيتور في المملكة المتحدة لأفضل كتاب جديد عن فلسطين صادر بالإنكليزية.

### اقتباسات
يقول رجائي في كتابه «سقوط اللد» باللغة الإنجليزية «The Fall of Lydda» مصورًا مأساة اللد بعد سقوطها في 11 تموز (يوليو) 1948 «كان العمى بمثابة نعمة لي؛ لأنه وفر عليّ مؤونة مشاهدة ما كان يحدث في اللد من مذابح وفظائع على يد القوات الصهيونية، لكن أذني خانتاني، حيث بدأت أعلم ببطء، وبالتدريج من خلال الصيحات، والعبارات غير المتماسكة: أن بعض أولئك القتلى، كانت ألسنتهم خارج أفواههم، وهي مغطاة بالتراب ومدلاة».

## وفاته
تُوفي في مدينة إنديانابوليس عاصمة ولاية إنديانا الأمريكية بتاريخ 6 ديسمبر 2020 ميلاديًا المُوافق 21 ربيع الآخر 1442 هجريًا عن عمرٍ ناهز 91 عامًا، حيث كان يرقدُ في مستشفى سانت فنسنت إنديانابوليس [الإنجليزية].
نعاه القاص والروائي اللبناني إلياس خوري عبر حسابه في فيس بوك: «أخي الكبير وصديق رحلة العذاب في اللد. الشاعر والأستاذ الجامعي، والمثقف المناضل الكفيف الذي رأى ما لم نستطع رؤيته. ابن فلسطين التي أحبها بنور قلبه وعقله، وكاتب أجمل سيرة ذاتية فلسطينية. رجائي الجميل مات في المنفى الأميركي، وترك لنا محبته وكلماته وقبساً من نور رؤيته. رجائي بصيلة وداعاً»، كما نعته مؤسسة الدراسات الفلسطينية.

## وصلات خارجية
- لقاء خاص مع البروفيسور الفلسطيني رجائي بصيلة على يوتيوب عبر قناة المغاربية